# Techniques
Techniques es un álbum recopilatorio de Modern Baseball. Contiene 16 pistas. Las cuales son pertenecientes a sus EP Couples Therapy, The Nameless Ranger y a sus álbumes Sports y You're Gonna Miss It All. El álbum posee versiones acústicas y demos de sus pistas principales como Pothole y Re-do. La única canción nueva presentada en el álbum es "Secrets Bonus track".

## Lista de canciones
| Techniques |                           |          |  |
| N.º        | Título                    | Duración |  |
| 1.         | «Best Friend»             | 0:50     |  |
| 2.         | «Short»                   | 1:40     |  |
| 3.         | «My Love»                 | 3:34     |  |
| 4.         | «Casket»                  | 4:10     |  |
| 5.         | «Home»                    | 4:42     |  |
| 6.         | «Hope»                    | 3:54     |  |
| 7.         | «It's Cold Out Here»      | 2:57     |  |
| 8.         | «The Weekend (Demo)»      | 3:00     |  |
| 9.         | «Tears Over Beers (Demo)» | 3:00     |  |
| 10.        | «Phone Tag»               | 2:53     |  |
| 11.        | «(240)»                   | 2:20     |  |
| 12.        | «Re-Do (Acoustic)»        | 3:19     |  |
| 13.        | «Voting Early (Acoustic)» | 2:14     |  |
| 14.        | «Rock Bottom (Demo)»      | 2:04     |  |
| 15.        | «Pothole (Demo)»          | 2:31     |  |
| 16.        | «Secret Bonus Track!»     | 4:23     |  |
| 49:01      |                           |          |  |